# Hofsjökull
Hofsjökull es el tercer glaciar por su tamaño en Islandia después del Vatnajökull y el Langjökull. El volcán del mismo nombre debajo del glaciar es el más grande de los volcanes activos en el país. Se encuentra en el oeste de las Tierras Altas de Islandia y al norte de la cordillera Kerlingarfjöll, entre los dos grandes glaciares de Islandia. Abarca una superficie de 925 km², alcanzando 1.765 m en su cumbre. El volcán subglacial es de tipo escudo con una caldera volcánica.
Hofsjökull es la fuente de varios ríos, incluyendo el Þjórsá, el más largo de Islandia.
En el sureste de Islandia, entre la lengua glaciar más oriental de Vatnajökull (Axajökull) y Þrándarjökull, hay un glaciar más pequeño (superficie de alrededor de 4 km²), que es también llamado Hofsjökull.[cita requerida]